# Alessandro Levi
Alessandro Levi (Venezia, 19 novembre 1881 – Berna, 6 settembre 1953) è stato un giurista, filosofo e antifascista italiano.

## Biografia
Di famiglia ebraica, figlio di Giacomo Levi, direttore delle Assicurazioni Generali, e di Irene Levi Civita (sorella di Giacomo Levi Civita), si laureò nel 1902 in Giurisprudenza nell'Università degli Studi di Padova con una tesi su Delitto e pena nel pensiero dei Greci, pubblicata l'anno successivo a Torino dai Fratelli Bocca, e recensita su La Critica da Georges Sorel.
Di idee democratiche e socialiste, collaborò a Critica Sociale, e dopo l'avvento del fascismo, al gruppo di Giustizia e Libertà.
Nel 1931 prestò il giuramento di fedeltà al fascismo; come il cugino Tullio Levi Civita, decise di giurare "ma con riserva", ossia scrivendo al rettore che "in alcun modo avrebbe modificato l'indirizzo del proprio insegnamento".
Nel 1938, a seguito delle Leggi razziali fasciste, fu estromesso dall'insegnamento della Filosofia del diritto presso l'Università degli Studi di Catania. Nel giugno del 1940 fu internato e prosciolto nel dicembre dello stesso anno. In seguito espatriò in Svizzera. Dopo la caduta del fascismo tornò a insegnare presso l'Università degli Studi di Firenze. Fu membro dell'Accademia Nazionale dei Lincei.

## Opere principali
- Delitto e pena nel pensiero dei greci, Torino, Fratelli Bocca, 1903
- Sur le droit naturel dans la philosophie de Spencer, Geneve, H. Kundig, 1904
- Quelques remarques sur la conception du droit naturel dans la philosophie de Vico, Heidelberg, Winter, 1908
- La societe et l'ordre juridique, Paris, O. Doin et fils, 1911
- Sul concetto di buona fede: appunti intorno ai limiti etici del diritto soggettivo, Genova, Angelo Fortunato Formiggini, 1912
- Filosofia del diritto e tecnicismo giuridico, Bologna, Zanichelli, 1920
- La filosofia politica di Giuseppe Mazzini, Bologna, Zanichelli, 1922
- La filosofia del diritto nel momento presente della scienza e della vita sociale, Torino, UTET, 1922
- Filippo Turati, Roma, Formiggini, 1924
- Ricordi della vita e dei tempi di Ernesto Nathan, Firenze, F. Le Monnier, 1927
- Il positivismo politico di Carlo Cattaneo, Bari, Laterza, 1928
- Ricordi dei fratelli Rosselli, Firenze, La Nuova Italia, 1947
- La filosofia critica come problematica del diritto, Milano, Giuffrè Editore, 1951
- Scritti minori, Padova, CEDAM, 1957
- Teoria generale del diritto, Padova, CEDAM, 1967